# Соя Олександр Анатолійович
Олександр Анатолійович Соя — штаб-сержант Збройних сил України. Народився в селі Іванів (Калинівський район), калинівського району, Вінницької області 1982 року народження.
Загинув разом з Усиком Ігорем Олеговичом унаслідок ворожого, ракетного удару по військовій частині A1119 в перший день війни близько 08:20 трьома реактивними снарядами.
Похований в місті Калинівка.

## Нагороди
- орден «За мужність» III ступеня (2022, посмертно) — за особисту мужність і самовіддані дії, виявлені у захисті державного суверенітету та територіальної цілісності України, вірність військовій присязі.